# Барак, Зак
Зак Барак (англ. Zach Barack, род. 17 ноября 1995, Эванстон, Иллинойс) — американский актер, певец и комик. Он играет Барни Гуттмана в мультсериале Netflix «Тупик: Парк паранормальных явлений».

## Биография
Барак родился в Эванстон, штат Иллинойс, и вырос в пригороде. Барак появлялся в сериалах «Тупик: Парк паранормальных явлений» от Netflix и «Человек-паук: Вдали от дома» от Marvel. Он также появлялся в эпизодах «Очевидное» и «Лучшее в Лос-Анджелесе». Он пишет музыку и выступает как стендап-комик.
Барак является трансгендерным мужчиной.

## Фильмография
- 2019 — «Лучшее в Лос-Анджелесе»
- 2019 — «Человек-паук: Вдали от дома»
- 2019 — «Очевидное»
- 2020 — «Ленты колледжа»
- 2022 — «Тупик: Парк паранормальных явлений»